# ПК-01 (прицел)
ПК-01 — коллиматорный прицел, предназначенный для использования на охотничьем и спортивном оружии с направляющей планкой типа «ласточкин хвост». Прицел обеспечивает удобство наблюдения и наводки на цель благодаря увеличению в 1 крат, что позволяет стрелку видеть цель обоими глазами.

## Описание
У устройства есть светящаяся прицельная марка, сформированная излучением светодиода. Этот элемент конструкции переносит изображение в бесконечность, позволяя легко отслеживать цель.

## Конструкция
Прицел ПК-01ВС разработан с учетом низкой посадки, что позволяет использовать механические прицельные приспособления оружия без его снятия. Это улучшает процесс пристрелки оружия, так как в поле зрения остается открытый прицел.
Корпус прицела литой, герметичный и заполнен азотом, что препятствует запотеванию оптических поверхностей при резких перепадах температуры. Температурный диапазон эксплуатации составляет от -40 до +50 °C.
Цилиндрическая форма корпуса, низкие барабаны механизмов выверки, а также размещение батарейного отсека в нижней части корпуса обеспечивают минимальное «затенение» цели, что является важным аспектом для коллиматорных прицелов закрытого типа.

## Прицельная марка
Прицельная марка представлена светящейся точкой красного цвета. Яркость точечного изображения регулируется ступенчатым переключателем с 8 степенями яркости. В крайних положениях переключателя прицел выключен. При установке переключателя в позицию «К» можно контролировать уровень разряда элемента питания. Если свечение прицельной марки отсутствует, это значит, что элемент питания разряжен на более чем 95%, и его следует заменить.
Источник питания прицельной марки — одна батарея типа AA с напряжением 1.5V. Низкое энергопотребление устройства обеспечивает 400 часов работы без замены батареи.

## Применение
Прицел ПК-01 находит применение в различных охотничьих и спортивных карабинах, таких как «Сайга» и «Вепрь», обеспечивая стрелкам высокую точность и удобство в условиях разнообразной охоты и стрельбы.